# Small Faces (album de 1967)
Ne doit pas être confondu avec Small Faces (album de 1966).
Pour les articles homonymes, voir Small Faces.
Albums de Small Faces
From the Beginning
(1967) Ogdens' Nut Gone Flake
(1968)
Small Faces est le deuxième album du groupe du même nom, sorti en juin 1967 chez Immediate Records. Il se classe no 21 des ventes au Royaume-Uni à sa sortie.
Aux États-Unis, il paraît sous le titre There Are But Four Small Faces, avec une autre pochette et un contenu totalement différent, incluant notamment les singles Here Come the Nice, Itchycoo Park et Tin Soldier, absents de la version originale de l'album.

## Version originale britanniqueSmall Faces
Toutes les chansons sont de Steve Marriott et Ronnie Lane, sauf mention contraire.

### Face 1
1. (Tell Me) Have You Ever Seen Me – 2:16
2. Something I Want to Tell You – 2:10
3. Feeling Lonely – 1:35
4. Happy Boys Happy – 1:36
5. Things Are Going to Get Better – 2:39
6. My Way of Giving – 1:59
7. Green Circles (Marriott, Lane, Michael O'Sullivan) – 2:46

### Face 2
1. Become Like You – 1:58
2. Get Yourself Together – 2:16
3. All Our Yesterdays – 1:53
4. Talk to You – 2:09
5. Show Me the Way – 2:08
6. Up the Wooden Hills to Bedfordshire (Ian McLagan) – 2:05
7. Eddie's Dreaming (Marriott, Lane, McLagan) – 2:54

## Face 1
1. "Itchycoo Park" – 2:50
2. "Talk To You" – 2:08
3. "Up the Wooden Hills"* (McLagan) – 2:04
4. "My Way of Giving" – 1:58
5. "I'm Only Dreaming" – 2:25
6. "I Feel Much Better" (Marriott, Lane, McLagan) – 3:57

## Face 2
1. "Tin Soldier" – 3:23
2. "Get Yourself Together" – 2:15
3. "Show Me the Way" – 2:08
4. "Here Come The Nice" – 3:03
5. "Green Circles" – 2:51
6. "(Tell Me) Have You Ever Seen Me" – 2:14

## Musiciens
- Steve Marriott : guitare, chant
- Ronnie Lane : basse, chant (2, 7, 10, 12, 14), chœurs
- Ian McLagan : claviers, chant (13), chœurs
- Kenney Jones : batterie, percussions